# 라그만주
라그만주(Laghmāni Velāyat, 파슈토어: د لغمان ولايت, 다리어: ولایت لغمان)는 아프가니스탄 동부에 있는 주이다. 카불주, 카피사주, 누리스탄주, 쿠나르주 및 낭가르하르주의 5개 주와 접하고 있다. 힌두쿠시산맥의 남쪽에 위치하는 작은 주이다. 주도는 메타르람(Mehtar Lam)이다. 주민의 대부분을 파슈툰족이 차지한다.